# Victoria Gaunitz
Anna Charlotta Victoria Gaunitz, född 20 april 1975, är journalistisk researcher vid Sveriges Radios Ekoredaktion. Hon är född i Malmö, men har vuxit upp i Växjö.
Hon belönades tillsammans med Helena Bengtsson och Kristofer Sjöholm med Stora journalistpriset 2010 som "årets förnyare" för webbsajten Valpejl (inför valet 2010), med motiveringen ”För att med en lättillgänglig databas ha förnyat den politiska journalistiken och gett väljarna full pejl.” Hennes arbete tillsammans med Hannes Råstam i  Uppdrag granskning: "Fallet Ulf"  ledde till något så otänkbart som ett friande av en i såväl tingsrätten som i hovrätten incestdömd man, och till en grundläggande samhällsförändring: sedan dess får inte svenska åklagare undanhålla den dömde något utredningsmaterial.
Nominerad till Guldspaden 2015 för programmet "Patienten och tystnaden" SR P1 Dokumentär i tre avsnitt, tillsammans med Daniel Velasco.